# Giovanni Valentini (combattente)
Giovanni Valentini (Modigliana, 30 dicembre 1906 – Monte Picones, 15 agosto 1937) è stato un militare italiano, decorato con la Medaglia d'oro al valor militare alla memoria nel corso della guerra di Spagna.

## Biografia
Nacque a Modigliana il 30 dicembre 1906, figlio di Vincenzo e Teresa Fosconi. Dopo aver conseguito il diploma di maestro di scuola elementare a Forlimpopoli, e la successiva abilitazione a Bologna, svolse l'incarico a Sarsina, poi a Novi di Modena, e infine nel paese natale dal 1934 al 1937, dove nel 1924 fu cofondatore del reparto scout Arruolatosi nel Regio Esercito, nel 1931 fu ammesso a frequentare il corso per allievi ufficiali di complemento a Salerno, e l'anno successivo fu promosso sottotenente ed assegnato in servizio all'11º Reggimento fanteria "Casale". Posto in congedo il 31 gennaio 1933, fu richiamato in servizio presso l'11º Reggimento fanteria, per un periodo di 15 giorni, nel corso del 1936. Promosso tenente a scelta il 1 luglio dello stesso anno, nel gennaio 1937 fu trasferito in servizio, dietro sua domanda, presso la Milizia Volontaria Sicurezza Nazionale. Mobilitato per le esigenze della guerra di Spagna partì volontario in forza alla 735º Battaglione CC.NN., inquadrato nel Corpo Truppe Volontarie. Con il grado di capomanipolo assunse il comando di un plotone della 3ª Compagnia, inquadrata nella 2ª Divisione CC.NN. "Fiamme Nere". Cadde in combattimento sul Monte Picones il 15 agosto 1937,  durante i combattimenti sulle Asturie contro le truppe repubblicane spagnole.
Inizialmente decorato di Medaglia d'argento al valor militare, con Regio Decreto del 18 gennaio 1940, a pochi mesi dall'ingresso del Regno d'Italia nella seconda guerra mondiale, venne insignito della Medaglia d'oro al valor militare alla memoria.

### Fonti
1. ↑  Gruppo Medaglie d'Oro al Valor Militare 1965, p. 241.
2. 1 2  Giovanni Valentini da Modigliana (Forlì), Domenica del Corriere, n. 28, 7 luglio 1940.
3. 1 2 3 4 5 6 7  Combattenti Liberazione.
4. ↑  Nel 1927 lo scautismo venne soppresso dal fascismo e il gruppo scout di Modigliana proseguì clandestinamente Archiviato il 28 novembre 2007 in Internet Archive.
5. ↑  Sito web del Quirinale: dettaglio decorato.
6. ↑  Registrato alla Corte dei Conti addì 22 dic. 1939. Registro n.50 guerra. Foglio 272 (F.to Cavallari)